# 濰柴動力
濰柴動力股份有限公司（港交所：2338、深交所：000338）是中國主要業務為生產柴油發動機，也是中國最大的汽車配件集團。集團主要股東原為中國重汽，後來因重汽違反雙方訂下的同業競爭條案而分家，濰柴動力現由山東國資委擁有。公司總部位於山東省潍坊市。

## 历史

### 早期
最早可追溯于1946年1月在威海创建的建国铁工合作社，是威海市人民武装部以裕成铁工厂为基础创建的合作社。主要进行军工修理、制造七九步枪。有8名工人，6台设备。后更名为环海铁工厂，除制造七九步枪外，从事汽船修理。属胶东兵工六厂（威海）。
1948年12月，胶东兵工六厂从环海铁工厂抽调12名职工、9台设备，迁至潍县坊子（今潍坊市坊子区）三马路西首，筹建大华机器厂。1949年2月，大华机器厂建成，仿制出德1200型11马力柴油机4台。1950、51年，仿制出英式15马力、40马力低速柴油机。
1952年，万通铁工厂、华新工具厂、国光铜线厂合并为昌潍实业公司机械厂。同年，大华机器厂与昌潍实业公司机械厂合并。7月，大华机械厂迁至潍坊东关南门外（现厂址），隶属山东省工业厅。之后，相继并入昌潍实业公司联营铁工厂、华东第二工业专科学校实习工厂。
1953年，试制成6108型柴油机，工厂由第一机械工业部第四机器工业管理局领导。8月，更名为潍坊柴油机厂。1954、55年，引进瑞士、捷克斯洛伐克、民主德国等国设备，进行技术改造，成为专业化生产柴油机的企业。
1957年底，年产柴油机500多台。1960年，农业机械部对潍柴进行技术改造。至1962年，厂区扩大至68万平方米。1965年，年产柴油机600多台，第八机械工业部和山东省将之树为典型。被国务院评为七十个大庆式企业之一。1976、77年，潍柴进行第五次扩建。

### 21世纪
濰柴動力於2004年在香港上市，是中國內地第一家在香港H股上市，並回歸内地實現A股再上市的國有企業。2005年，濰柴動力收購重型卡車核心零件製造商湘火炬以回歸A股市場在深圳上市，同時把生產範圍擴大至變速箱、車橋等重型卡車核心零部件。2010年3月25日，潍柴新加坡私人有限公司在新加坡正式挂牌成立。这是山东重工集团继去年挂牌成立后，在东南亚设立的第一家分公司，标志着山东重工朝着建立全球品牌的国际化目标又迈出了重要一步，并于2012年改组为潍柴-新加坡私人有限公司
2012年8月31日濰柴動力以增資方式收購德國工業叉車製造商凱傲集團（Kion）25%股權，及旗下液壓業務的七成股份，涉資共7.38億歐元（約59億元人民幣），創中國企業在德國一筆性投資的紀錄。凱傲集團2011年的經營收入約44億歐元，約有22000名員工，旗下擁有六大品牌，為全球第二大工業叉車製造商。交易分兩部分，濰柴先以4.7億歐元收購Kion兩成五股權，另外以2.7億歐元，買下Kion液壓業務七成股權，當收購公司未來上市，濰柴最多可增持Kion至三成，以及以額外1.16億歐元，增持液壓業務至全資擁有。
杨世杭通过完全控股培新控股有限公司，从而间接持有潍柴动力4.51%股份。
意大利法拉利 F1 車隊與中國濰柴動力確立品牌戰略聯盟。濰柴動力已於2013年2月1日正式成為法拉利 F1 車隊為期四年的全球贊助商，法拉利 F1車會貼上濰柴標籤。
2018年8月29日巴拉德動力公司與濰柴動力達成歷史性戰略合作，濰柴動力将斥资1.63億美元購入巴拉德動力公司19.9％的股權
2019年8月5日，濰柴動力公布，於上周五（２日）召開今年第三次臨時董事會，審議通過議案，同意全資子公司濰柴香港國際開展衍生品交易業務。

## 外部連結
- 濰柴動力股份有限公司 （页面存档备份，存于）
- 濰柴發律師信控重汽侵專利 （页面存档备份，存于）